# FACES PLACES (アルバム)
『FACES PLACES』（フェイセス・プレイセス）は、globeの2枚目のオリジナル・アルバム。1997年3月12日にavex globeより発売された。

## 解説
ミリオンセラーシングル「Can't Stop Fallin' in Love」「FACE」の2曲を含む、6枚目の「Is this love」から後にシングルカットされた10枚目の「Anytime smokin' cigarette」までのシングル5曲を収録。
タイトルの「FACES PLACES」は、当時ロサンゼルスに在住していた小室が現地のスーパーマーケットで見かけた雑誌のイシュー（定期刊行誌の号）に由来しており、小室曰く「いろんなところに行ってみようぜ」という意味を持つ。
初週で164万枚を売り上げ、オリコン初登場1位を記録し、翌週も1位を獲得した。オリコン集計では累計売上枚数は323.9万枚で歴代アルバム売上16位、オリジナルアルバムに限れば日本歴代10位の売上記録となる。

## 音楽性
カート・コバーンが亡くなった時に、本作の原点となるメロディのみのデモテープをロンドンで制作。ニルヴァーナの作風に非常に傾倒しながら制作したという。
アルバム全体のテーマは「ニルヴァーナの終結」「グランジの崩壊」「ギターのハネる表現・特有のグルーヴ感・スウィング奏法を表現し切ること」という落ち着かない雰囲気作りを志向した。
歌詞全体のコンセプトは「1,2分の間に何が起こったのか、その瞬間何を考えていたのかを深く掘り下げて切り取る」ように心がけた。

## 録音
シングルで先行発売された楽曲以外は、1997年1月1日以降に改めてデモテープを練り直し、ロサンゼルスの2つのスタジオで本格的なレコーディングに突入した。全てドラムマシンを起動しながらギターで即興の弾き語りという形で小室哲哉の仮歌を録った後、マーク・パンサーにコード進行を教えながらベースを弾き語り、KEIKOもエフェクトをかけずに生で歌う形で改めてglobeの楽曲としての音源を制作した。
この段階で荒々しさを気に入った小室がそのままOKテイクにしようとしたが、流石に周囲からNGを出されたため、「デモテープに録った味を殺さずに荒さを消して、CDとして発売できるまでのクオリティへ高めるレコーディング作業を行う」と同時に「『globe@4_domes』のリハーサルを同時進行で進める」という強行スケジュールで制作され、小室も後に「今までのレコーディングで、一番難しくて大変だった」と振り返った。

## リリース履歴
| No. | 発売日        | レーベル      | 規格 | 規格品番   | 最高順位 | 備考                                                               |
| --- | ------------- | ------------- | ---- | ---------- | -------- | ------------------------------------------------------------------ |
| 1   | 1997年3月12日 | avex globe    | CD   | AVCG-70002 | 1位      |                                                                    |
| 1   | 1997年5月21日 | avex globe    | MD   | AVYG-72003 | 1位      |                                                                    |
| 2   | 2012年3月21日 | avex infinity | CD   | AQCD-50695 |          | 「マスターピース・シリーズ」。期間限定生産廉価盤、紙ジャケット仕様 |

- 上記の他に、2016年12月21日に96kHz/24bitのハイレゾリューションオーディオとして鈴木浩二の手によりリマスタリングされ、配信リリースされた[11]。

## 収録曲
| 全作曲・編曲: 小室哲哉。 |                                               |                |            |      |
| #                        | タイトル                                      | 作詞           | 作曲・編曲 | 時間 |
| 1.                       | 「overdose」                                  | -              | 小室哲哉   | 2:32 |
| 2.                       | 「DEGENERATE」                                | 小室哲哉・MARC | 小室哲哉   | 4:48 |
| 3.                       | 「FACES PLACES」                              | 小室哲哉・MARC | 小室哲哉   | 6:26 |
| 4.                       | 「Is this love」                              | 小室哲哉・MARC | 小室哲哉   | 5:32 |
| 5.                       | 「So far away from home (Beautiful Journey)」 | MARC           | 小室哲哉   | 5:29 |
| 6.                       | 「a temporary girl」                          | 小室哲哉・MARC | 小室哲哉   | 7:14 |
| 7.                       | 「Because I LOVE the NIGHT」                  | 小室哲哉・MARC | 小室哲哉   | 3:48 |
| 8.                       | 「Anytime smokin' cigarette」                 | 小室哲哉・MARC | 小室哲哉   | 7:39 |
| 9.                       | 「Watch the movie?」                          | ‐              | 小室哲哉   | 5:03 |
| 10.                      | 「a picture on my mind」                      | 小室哲哉・MARC | 小室哲哉   | 5:45 |
| 11.                      | 「FACE」                                      | 小室哲哉・MARC | 小室哲哉   | 6:20 |
| 12.                      | 「Can't Stop Fallin' in Love」                | 小室哲哉・MARC | 小室哲哉   | 5:03 |
| 13.                      | 「can't stop PIANO SOLO」                     | ‐              | 小室哲哉   | 1:03 |
| 14.                      | 「FACES PLACES (REMIX)」                      | 小室哲哉       | 小室哲哉   | 5:46 |
| 合計時間:                | 合計時間:                                     | 合計時間:      | 72:28      |      |

## 楽曲解説
1. overdose
インストゥルメンタル。
2. DEGENERATE
レイブナンバー[12]。
「ライブのオープニングに時間をかけるのと同じ感覚で、本編が始まるまでに気分を高めて、本楽曲の最後まで駆け抜けて欲しい」という思いで制作した[12]。
3. FACES PLACES
9枚目のシングル及び表題曲。
4. Is this love
6枚目のシングル。ニュー・アレンジで収録。
5. So far away from home (Beautiful Journey)
ピアノを前面に押し出したレゲエ風のナンバー[12]。
アレンジの方向性は「大学の友人同士のパートナーが作ったカレッジソング」を志向した[12]。
歌詞はマークの「誰とでも仲良くなれる、ポジティブな雰囲気」を尊重し、「ロードムービー」「バックパッカー」の雰囲気を演出する様にした[12]。
6. a temporary girl
歌詞は「10代前半の複雑な恋愛事情」をテーマにした[13]。
シタール風の音色に関して、小室は「わかりやすいシンセサイザーでも、ギターサウンドでも出せない不思議な虚無感を表現できた」と振り返っている[13]。
7. Because I LOVE the NIGHT
カネボウ「マイルドコートシャンプー」CMソング。
ギターのリフ・パーカッションを前面に押し出している[13]。
「KEIKOに音楽を楽しんでもらいたいし、楽してほしい」という気持ちで制作に取り掛かった[13]。
イントロのエキゾースト音は、当時小室がロサンゼルスで使用していた自動車を使って録音した[14]。
8. Anytime smokin' cigarette
後に10枚目のシングルとしてカットされた。
9. Watch the movie?
インストゥルメンタル。
当時の制作現場のテクノロジーを調べるために制作した[13]。
Music Production Controllerで「FACE」を切り取ってサンプリングする形で制作した[13]。
10. a picture on my mind
プリクラをメインテーマにし、それを通すことで「女子高生が群れをなしていても、一人になった時の心の奥底から湧きあがる焦燥感」を描こうとした[13]。
プリクラは「時代に応じて進化していく」と感じ、「小さなボックス」と表現した[13]。
11. FACE
8枚目のシングル。ニュー・アレンジで収録。
12. Can't Stop Fallin' in Love
7枚目のシングル。ニュー・アレンジで収録。
13. can't stop PIANO SOLO
インストゥルメンタル。
「歌詞のインパクトが大きすぎる。メロディにもっと耳を傾けて欲しい」という小室の意向から、ピアノアレンジとなった[13]。
14. FACES PLACES (REMIX)
Eddie Delenaによるリミックス。シングル盤に収録されている「DR. DISTORTO'S MIX」と同一である。

## クレジット

### レコーディングメンバー
全曲
- 小室哲哉 : All Keyboards, Programming

曲毎（以上のメンバー以外にクレジットがない場合は省略）
DEGENERATE（#2）
- Lynn Mabry : Chorus
- Valeria Mayo : Chorus
- Will Wheaton : Chorus

FACES PLACES（#3）
- 小室哲哉 : Guitars
- 松尾和博 : Guitars
- 木村建 : Guitars
- 佐野健二 : Bass
- 小野かほり : Percussion, Drum Kit

Is this love（#4）
- 松尾和博 : Guitars
- 佐野健二 : Bass
- 小野かほり : Percussion, Drum Kit

So far away from home (Beautiful Journey)（#5）
- 松尾和博 : Guitars
- 木村建 : Guitars
- 佐野健二 : Bass
- 小野かほり : Percussion, Drum Kit

a temporary girl（#6）
- 松尾和博 : Guitars
- 木村建 : Guitars
- 佐野健二 : Bass
- 小野かほり : Percussion, Drum Kit

Because I LOVE the NIGHT（#7）
- 小室哲哉 : Guitars, Blues Harp
- 松尾和博 : Guitars
- 木村建 : Guitars
- 佐野健二 : Bass
- 小野かほり : Percussion, Drum Kit

Anytime smokin' cigarette（#8）
- 小室哲哉 : Guitars, Blues Harp
- 松尾和博 : Guitars
- 木村建 : Guitars
- 佐野健二 : Bass
- 小野かほり : Percussion, Drum Kit

Watch the movie?（#9）
- 小室哲哉 : Guitars
- 松尾和博 : Guitars
- 木村建 : Guitars
- 佐野健二 : Bass
- 小野かほり : Percussion, Drum Kit

a picture on my mind（#10）
- 小室哲哉 : Blues Harp, Grocken
- 松尾和博 : Guitars
- 木村建 : Guitars
- 佐野健二 : Bass
- 小野かほり : Percussion, Drum Kit

FACE（#11）
- 松尾和博 : Guitars
- 木村建 : Guitars
- 佐野健二 : Bass
- 小野かほり : Percussion, Drum Kit

Can't Stop Fallin' in Love（#12）
- 松尾和博 : Guitars
- 佐野健二 : Bass

FACES PLACES (REMIX)（#14）
- Remixed : Eddie Delena
- Additional Production : Robert Arbittier, Gart Adante

### スタッフ
- Produced : 小室哲哉
- Mixed : Eddie Delena
- Mix Programming : Andrew Scheps
- Synthesizer Programming : Gary Thomas Wright, 村上章久
- Mastered : Chris Bellman
- Recorded : 若公俊広, Gary Thomas Wright, Eric Westfall, Terri Wong
- Vocal Directed : 小室哲哉, 佐野健二
- A&R : 柳和実, ごとうけんご
- Executive Produced : 松浦勝人
- General Produced : 林真司, 大下勝朗
- Art Direction, Designed : Tycoon Graphics
- Photography : 田島一成